# هارلی جین کوزک
هارلی جین کوزَک (انگلیسی: Harley Jane Kozak؛ زادهٔ ۲۸ ژانویهٔ ۱۹۵۷) یک هنرپیشه و پدیدآور اهل ایالات متحده آمریکا است.
از فیلم‌ها یا برنامه‌های تلویزیونی که وی در آن نقش داشته‌است می‌توان به وقتی هری سالی را دید...، هراس از عنکبوت، زبری لازم و پدر و مادری اشاره کرد.